# Вајмалу (Хаваји)
Вајмалу (енгл. Waimalu) насељено је место за статистичке потребе у америчкој савезној држави Хаваји. По попису становништва из 2010. у њему је живело 13.730 становника.

## Демографија
Према попису становништва из 2010. у граду је живело 13.730 становника, што је -15.641 (-53.3%) становника више него 2000. године.
| Група             | 2000.          | 2010.         |
| Белци             | 4.726 (16,1%)  | 2.142 (15,6%) |
| Афроамериканци    | 684 (2,3%)     | 375 (2,7%)    |
| Азијати           | 16.248 (55,3%) | 6.756 (49,2%) |
| Хиспаноамериканци | 1.753 (6,0%)   | 1.173 (8,5%)  |
| Укупно            | 29.371         | 13.730        |